# 김진기 (기업인)
김진기(金鎭起, 1956년 3월 12일~ )는 대한민국의 기업인으로 현재 ㈜타스씨앤엠의 대표를 맡고 있다.

## 소개
- 김진기회장은 2016년 12월에 회사를 설립하고 2017년 10월에 ㈜타스씨앤엠의 대표이사로 취임했다.

## 경력
- 現, ㈜타스씨앤엠 대표이사 회장
- 現, 히어로마인드경영연구소 소장
- 現, 타스코칭센터 대표코치
- 現, ㈜C&T Partners 회장
- 現, ㈜휴먼앤네이처코리아 대표이사
- 前, 국정홍보지 대한화보 사장
- 前, 한국예술문화치유협회 부총재
- 前, 덕성여대 평생교육원 전임교수
- 前, 한국문화예술사회교육원 부원장
- 강의: 건국대학교 농축산대학원, 조선대학교, 진주보건대학교, 인천교육청, 파주시청, 삼성전자, 삼성중공업, LG, 포스코, 국민은행, 신한은행, 농협, KT, 롯데건설, aT한국농수산식품유통공사 등

## 수상내역
- 2016년 KOREA Power Leader 대상 수상
- 2017년 대한민국 문화교육 대상 수상[2]
- 2018년 4차 혁명 창조기업인 상 수상[3]

## 방송출연
- 2018년 SBS '좋은아침'[4]
- 2018년 SBS '생활경제'
- 2018년 매일경제TV '왓위민원트'[5]
- 2018년 SEN서울경제TV '뉴스플러스'
- 2018년 아시아경제TV '클로즈업기업현장'[6]
- 2018년 머니투데이TV '신영일의 비즈정보플러스'[7]
- 2019년 YTN 사이언스 '다큐S프라임'[8]

## 저서
- 2015년 생각사용설명서 결국은 생각이다[깨진 링크(과거 내용 찾기)]
- 2019년 좋은 운을 불러오는 생각사용설명서